# Dagbjartur Daði Jónsson
Dagbjartur Daði Jónsson (ur. 13 listopada 1997) – islandzki lekkoatleta specjalizujący się w rzucie oszczepem.
W 2019 wygrał igrzyska małych państw Europy.
Złoty medalista mistrzostw Islandii i reprezentant kraju w drużynowych mistrzostwach Europy oraz meczach międzypaństwowych.
Rekord życiowy: 79,57 (12 czerwca 2021, Akureyri).

## Osiągnięcia
| Rok  | Impreza                                               | Miejsce     | Lokata               | Wynik |
| ---- | ----------------------------------------------------- | ----------- | -------------------- | ----- |
| 2014 | Kwalifikacje Europy do igrzysk olimpijskich młodzieży | Baku        | el. – 16. miejsce    | 61,13 |
| 2017 | Mistrzostwa Europy U23                                | Bydgoszcz   | el. – 17. miejsce    | 68,41 |
| 2019 | Igrzyska małych państw Europy                         | Bar / Budva | 1. miejsce           | 77,58 |
| 2019 | Mistrzostwa Europy U23                                | Gävle       | 6. miejsce           | 76,30 |
| 2019 | III liga drużynowych mistrzostw Europy                | Skopje      | 3. miejsce           | 74,18 |
| 2023 | Puchar Europy w rzutach                               | Leiria      | 2. miejsce           | 78,56 |
| 2024 | Puchar Europy w rzutach                               | Leiria      | 4. miejsce (grupa B) | 75,62 |
| 2024 | Mistrzostwa Europy                                    | Rzym        | el. – 26. miejsce    | 70,44 |